# 伊塞
伊塞（法語：Issé，法語發音：[ise] ⓘ）是法国大西洋卢瓦尔省的一个市镇，属于沙托布里扬-昂斯尼区。

## 地理
伊塞（47°37'26"N, 1°27'4"W）面积38.66 平方千米，位于法国卢瓦尔河地区大区大西洋卢瓦尔省，该省份为法国西北部沿海省份，位于布列塔尼半岛东南部，北起伊勒-维莱讷省，西北接莫尔比昂省，西临大西洋，南至旺代省，东临曼恩-卢瓦尔省。
与伊塞接壤的市镇（或旧市镇、城区）包括：阿巴雷、卢伊费尔、布列塔尼地区拉梅耶赖、穆瓦东拉里维耶尔、圣樊尚德朗德、特雷菲约。

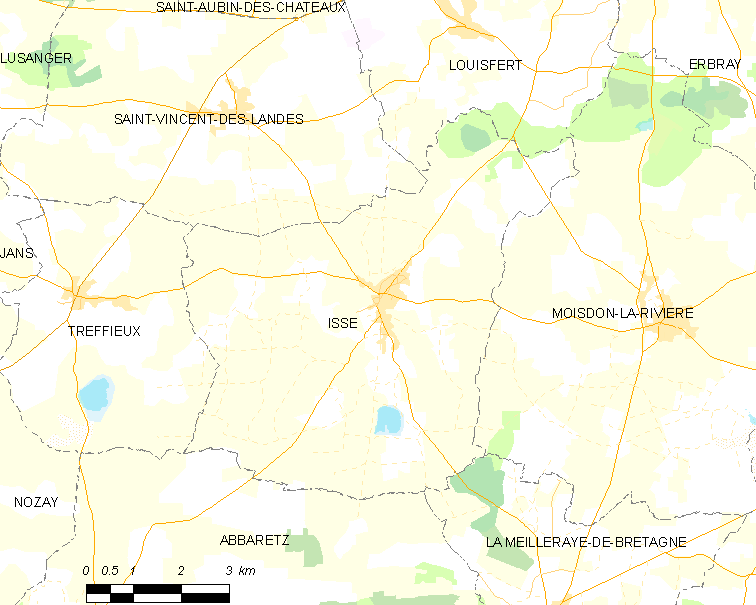
伊塞的OSM定位图

伊塞的时区为UTC+01:00、UTC+02:00（夏令时）。

## 行政
伊塞的邮政编码为44520，INSEE市镇编码为44075。

## 政治
伊塞所属的省级选区为沙托布里扬县。

## 人口

1962-2008年间伊塞人口变化图示

伊塞于2022年1月1日时的人口数量为1825人。